# Шардаков, Игорь Александрович
Игорь Александрович Шардаков (19 апреля 1922, Оханск — 2 августа 1982, Симферополь) — советский военнослужащий, участник Великой Отечественной войны, Герой Советского Союза, заместитель командира эскадрильи 5-го гвардейского истребительного авиационного полка (207-я истребительная авиационная дивизия, 3-го смешанного авиационного корпуса 17-й воздушной армии), гвардии подполковник.

## Биография
Родился 19 апреля 1922 года в городе Оханске ныне Пермского края. Член ВКП(б)/КПСС с 1944 года. Жил и учился в городе Симферополе. Окончил среднюю школу и аэроклуб.
В 1939 году бы призван в Красную Армию и направлен в лётное училище. В 1941 году, накануне войны, окончил Качинскую военно-авиационную школу лётчиков. Получил назначение в 129-й истребительный авиационный полк, базировавшийся у западных границ страны.
Участник Великой Отечественной войны с июня 1941 года. В первых же боях под Белостоком молодой лётчик одержал первую победу — на МиГ-3 сбил вражеский истребитель Ме-109. В составе полка участвовал в Смоленском сражении, отбивая налёты вражеской авиации на Ельню, Дорогобуж, Ярцево, Духовщину, Вязьму, защищал Москву. После перевооружения полка на истребители ЛаГГ-3 воевал на Калининском фронте. К августу 1942 года на его счету уже было 5 немецких самолётов.
С ноября 1942 года летал на истребителях Ла-5. С декабря того же года воевал на Юго-Западном фронте под Сталинградом. Затем участвовал в боях за освобождение Донбасса.
К июлю 1943 года заместитель командира эскадрильи 5-го гвардейского истребительного авиационного полка гвардии старший лейтенант Шардаков совершил 156 боевых вылетов и в 48 воздушных боях сбил 16 самолётов противника.
Указом Президиума Верховного Совета СССР от 8 сентября 1943 года за образцовое выполнение заданий командования и проявленные мужество и героизм в боях с немецко-вражескими захватчиками гвардии старшему лейтенанту Шардакову Игорю Александровичу присвоено звание Героя Советского Союза с вручением ордена Ленина и медали «Золотая Звезда».
В составе полка принимал участие в боях за освобождение Украины, Польши. Последнюю победу одержал в марте 1945 года в небе Германии. Вскоре был направлен на учёбу в академию. Всего за годы войны лётчик-истребитель Шардаков выполнил 483 боевых вылета, в 80 воздушных боях лично сбил 16 и в группе 2 самолётов противника.
В 1949 году окончил Военно-воздушную академию имени Н. Е. Жуковского. С 1956 года подполковник Шардаков — в запасе. Жил и работал в городе Симферополе. Умер 2 августа 1982 года.
Награждён орденом Ленина, тремя орденами Красного Знамени, двумя орденами Красной Звезды, медалями.